# Universitätsbibliothek Duisburg-Essen
Die Universitätsbibliothek Duisburg-Essen ist eine zentrale Betriebseinheit der Universität Duisburg-Essen. Sie unterstützt die UDE bei der Erfüllung ihrer Aufgaben im Rahmen der Informationsversorgung und stellt ihren Mitgliedern und Angehörigen Literatur, Informationen und Daten in elektronischer und gedruckter Form sowie dazugehörige Dienste zur Verfügung.

## Fusion
In Zusammenhang mit der Gründung der Universität Duisburg-Essen durch die Fusion der bisherigen Universitäten Duisburg und Essen im Jahr 2003 wurden die beiden Hochschulbibliotheken zur Universitätsbibliothek Duisburg-Essen zusammengeschlossen. Die Zusammenführung zweier bis dato eigenständiger Bibliothekssysteme an verschiedenen Standorten bedeutete in vielfacher Hinsicht eine Herausforderung für die neue Bibliothek. Unter anderem waren eine einheitliche Benutzungsordnung zu erarbeiten, Geschäftsgänge aufeinander abzustimmen, eine standortübergreifende einheitliche Personalstruktur zu entwickeln sowie Kataloge und zahlreiche Dienstleistungen gemeinsam anzubieten.
Von Vorteil war es in diesem Zusammenhang, dass beide Bibliotheken seit Beginn ihre Bestände nach der nordrhein-westfälischen Gesamthochschulbibliotheks-Systematik (GHBS) aufgestellt und bereits vor der Fusion die Umstellung ihrer Bibliothekssoftware auf das ALEPH-Lokalsystem vollzogen hatten. Nach den notwendigen Verfahrensabstimmungen und Testläufen konnten die Daten der beiden Lokalsysteme zum Jahreswechsel 2005/06 ineinander gespielt werden und die UB zu Beginn des Jahres 2006 ihren Nutzern einen gemeinsamen OPAC anbieten. 
Als eine der ersten Einrichtungen der fusionierten Hochschule hat sich die Bibliothek 2006/07 einem Evaluationsverfahren im Zuge der Qualitätssicherung unterzogen, zu dem eine Kundenbefragung ebenso gehörte wie eine Begutachtung durch externe Peers.

## Fachbibliotheken
Die beiden Bibliotheken waren zwar von Anfang an als  einschichtige Bibliothekssysteme konzipiert, haben jedoch ihre Bestände in jeweils räumlich voneinander getrennten Fachbibliotheken aufgestellt.

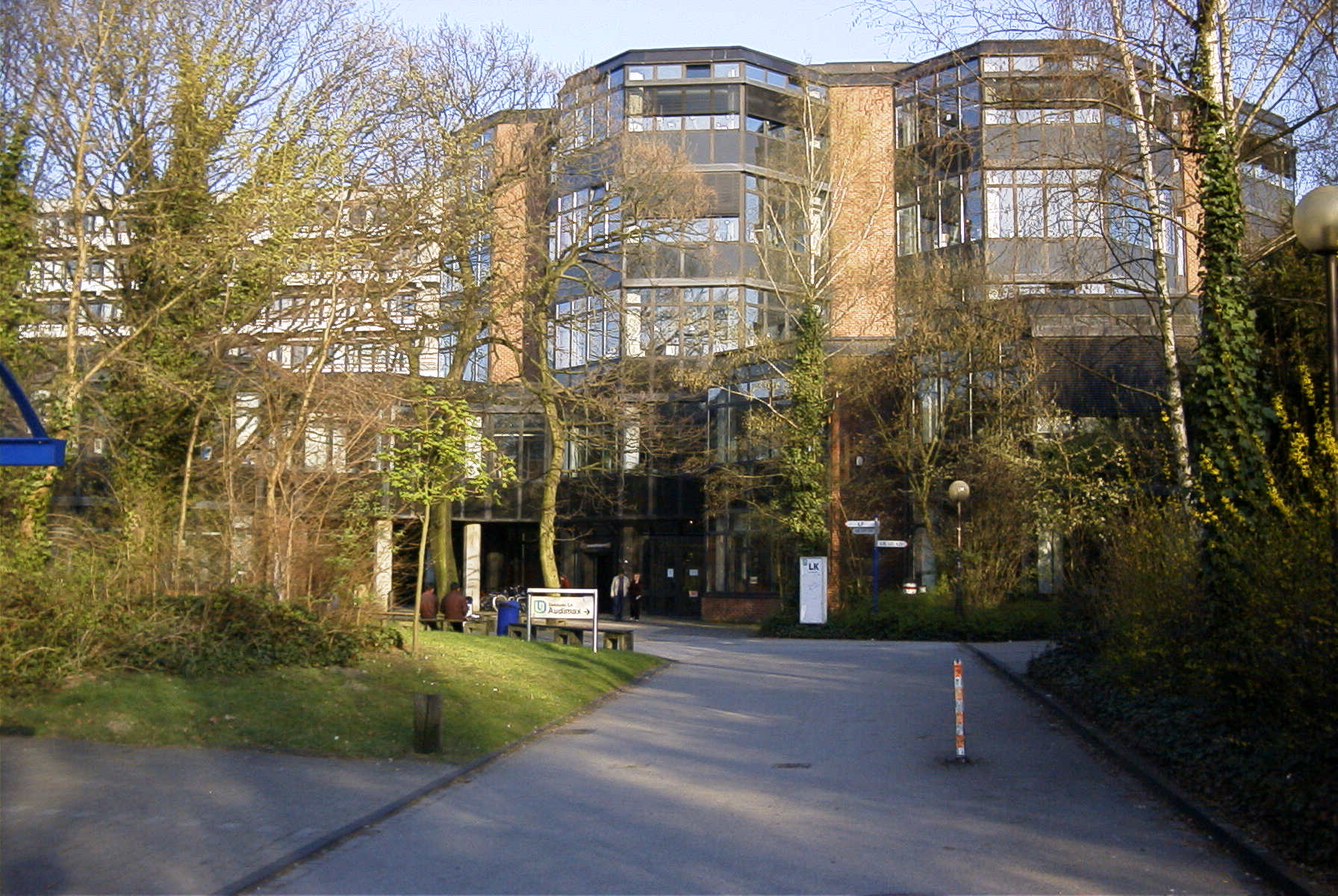
Fachbibliothek LK (Campus Duisburg)

Gegenwärtig gliedert sich die UB Duisburg-Essen in folgende Fachbibliotheken:
- BA (Schwerpunkt Elektrotechnik, Angewandte Materialtechnik) – Campus Duisburg
- GW/GSW (Schwerpunkt Geistes- und Gesellschaftswissenschaften, Kunst, Sprach- und Wirtschaftswissenschaften) – Campus Essen
- LK (Schwerpunkt Geistes-, Sozial- und Wirtschaftswissenschaften, Mathematik und Informatik) – Campus Duisburg
- MC (Schwerpunkt Naturwissenschaften, Maschinenbau) – Campus Duisburg
- Medizin – Klinikum, Essen-Rüttenscheid
- MNT (Schwerpunkt Mathematik, Naturwissenschaften, Technik) – Campus Essen

Hinzu kommt ein geschlossenes Magazin im Universitätsbereich ST in Duisburg-Ruhrort. Ferner gibt es eine Kooperation mit der Bibliothek des Instituts für Entwicklung und Frieden (INEF) in Duisburg und der Niederrhein-Bibliothek in Essen, deren Bestände als externe im OPAC nachgewiesen werden. Seit 2009 wird auf die gleiche Weise der Bestand des Kulturwissenschaftlichen Instituts (KWI) erschlossen.
Die Fachbibliotheken und die räumliche Verteilung der Bestände orientieren sich seit der Fusion an den Standorten der Fachbereiche, auch wenn Bestandsverlagerungen in größerem Umfang bisher nicht erfolgt und auch nicht geplant sind. Stattdessen bietet die UB einen elektronischen Aufsatzlieferdienst für Nutzer am jeweils anderen Standort an und seit dem Wintersemester 2007/08 auch einen Campuslieferdienst (CaLD) für Bücher.
Der Universitätsbibliothek ist ferner das Universitätsarchiv Duisburg-Essen als eigene Abteilung angeschlossen.

## Virtueller Campus
Die elektronischen Angebote können inzwischen bis auf einzelne lizenzrechtlich oder technisch bedingte Ausnahmen campusübergreifend genutzt werden. Eine wichtige Rolle spielt neben dem meist über Konsortiallösungen angebotenen elektronischen Zeitschriften und Datenbanken in diesem Zusammenhang der Dokumentenserver DuEPublico (Duisburg-Essen Publications online), in dem Hochschulangehörige elektronische Publikationen ablegen können. Er wird von der Bibliothek darüber hinaus auch für die Betreuung der elektronischen Semesterapparate und den Aufbau der Universitätsbibliographie verwendet. Die Anwendung wird als Open Source auch an anderen Universitäten genutzt und im MyCoRe-Projekt weiterentwickelt. 
Der Informationskompetenz wird ein hoher Stellenwert zugemessen, davon zeugen nicht nur das teilweise in das Vorlesungsverzeichnis integrierte Schulungsangebot der UB, sondern auch die in Kooperation mit dem ZIM betriebene e-competence-Agentur.

## Lokale Besonderheiten
Der Bibliothekssaal in der Fachbibliothek GW/GSW wird für verschiedene Vortragsveranstaltungen und Tagungen genutzt, auch über den Rahmen der Bibliothek hinaus. Seit einigen Jahren findet dort die transdisziplinäre Veranstaltungsreihe „Die Kleine Form“ statt.
Lokale Spezialbestände sind u. a. die Ostasienwissenschaften in Duisburg sowie Kinder- und Jugendliteratur und die Turkistik in Essen.
Einen gewissen Sonderstatus hat die Fachbibliothek Medizin als Bibliothek des Universitätsklinikums, das auf eine längere Geschichte zurückblicken kann als die Essener Universität und zuvor der Ruhr-Universität Bochum zugeordnet war.

## Statistisches
Die Universitätsbibliothek verfügt über einen Bestand von etwa 2.284.401 Bänden. Sie hat gegenwärtig rund 890 Print-Zeitschriften abonniert und bietet über 39.000 elektronische Zeitschriften an.

## Selbstverständnis
Die Universitätsbibliothek Duisburg-Essen versteht sich als offene Einrichtung, die ihren Nutzerinnen und Nutzern verlässlichen Zugang zu Literatur, Informationen und Daten bieten möchte. Sie schafft Räume für Kommunikation und fördert Studium, Lehre und Forschung sowie den Wissenstransfer in die Gesellschaft.